# 1777

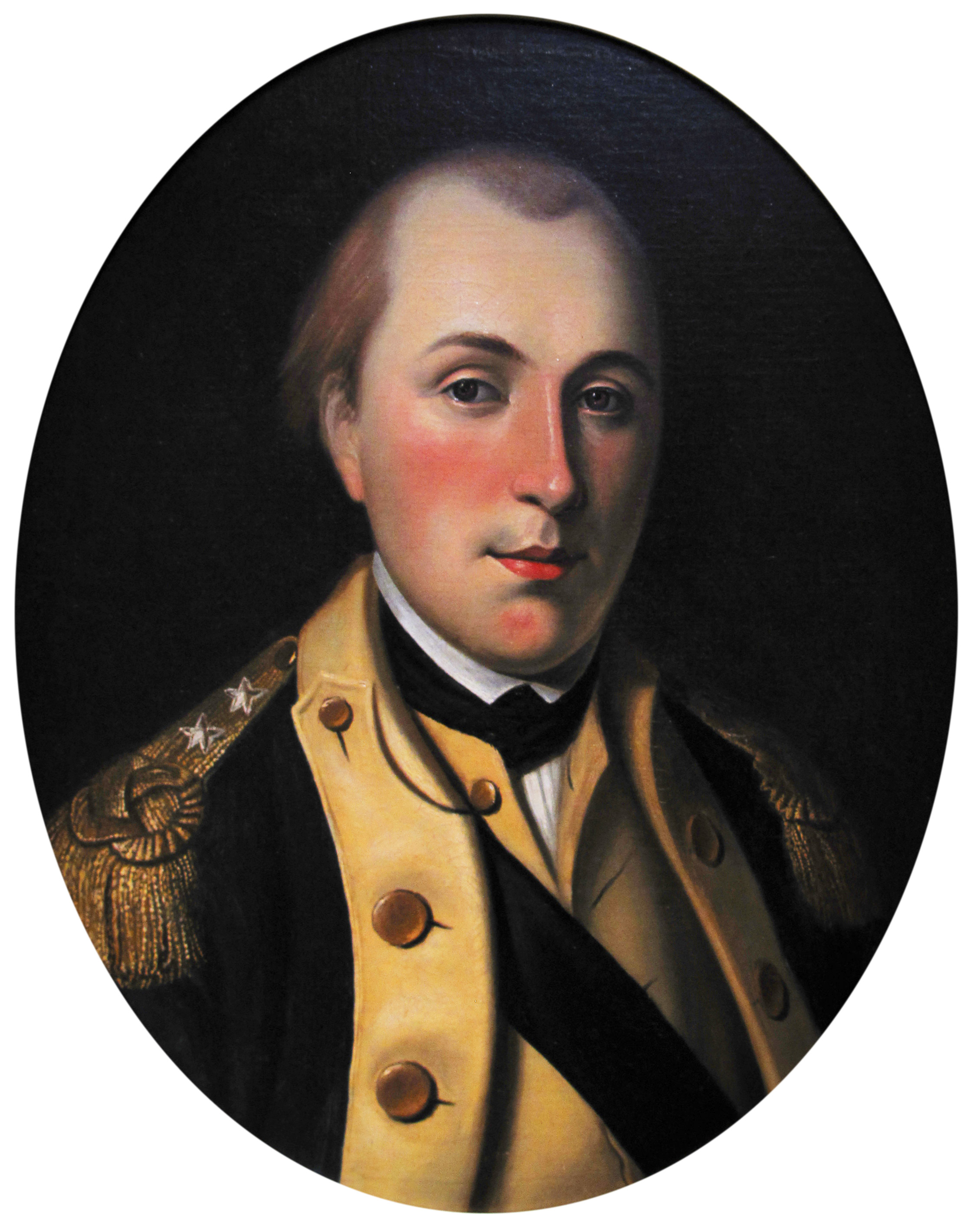
De markies de Lafayette

Het jaar 1777 is het 77e jaar in de 18e eeuw volgens de christelijke jaartelling.

## Gebeurtenissen
januari
- 3 - Na de Slag bij Princeton dient Cornwallis zijn posities in New Jersey te verlaten en geeft hij zijn troepen het bevel tot terugtocht naar New Brunswick, in het huidige Canada. De slag bij Princeton kost het leven aan 276 soldaten aan Britse zijde. De Amerikanen maken veel gevangenen. De overwinning is een opsteker voor de opstandelingen die vele nieuwe soldaten rekruteren.
- 12 - Gouverneur Pedro de Sarrio van de Filipijnen vaardigt een decreet uit dat bepaalt, dat de Filipino's ook hennep en vlas moeten gaan telen.
- 15 - De Amerikaanse kolonie New Connecticut, het latere Vermont, roept de onafhankelijkheid uit.

mei
- 21 - De Haarlemse arts Martinus van Marum wordt door de Hollandsche Maatschappij der Wetenschappen aangesteld als directeur van hun Naturaliën Kabinet (feitelijk het eerste natuurhistorisch museum van Nederland).

juni
- 13 - Gilbert du Motier, markies de La Fayette, landt op de kust bij Georgetown (South-Carolina) om zich tegen de zin van het Franse hof bij de Amerikaanse opstandelingen te voegen.

juli
- 4 - De Nederlandse admiraal Van Kinsbergen sluit een verdrag met de sultan van Marokko om een einde te maken aan de activiteiten van Barbarijse zeerovers vanuit diens havens.
- 8 - Het onafhankelijke Vermont neemt een grondwet aan, waarin slavernij wordt verboden.

september
- 4 - In aanwezigheid van de stadhouderlijke familie wordt een wedstrijd voor zeiljachten gehouden bij Oude Schouw. De prijs, een zilveren scheerhout, mastwortel en vlaggestokknop, wordt gewonnen door de schipper van de "Bever" uit Sneek.

oktober
- 4 - Reinier de Klerk wordt benoemd tot gouverneur-generaal van Nederlands Indië.
- 17 - Tijdens de Slag bij Saratoga (Amerikaanse vrijheidsstrijd) strijdt de Amerikaanse bevelvoerende generaal Gates (geboortejaar onzeker) meer tegen zijn ondergeschikte Benedict Arnold dan tegen de Engelsen. Gates (die bijna geen militaire ervaring had) had zijn commando te danken aan politieke intriges in het Congres. Tijdens de strijd weigert Gates de veiligheid van zijn versterkte kampement te verlaten en hij verbiedt zijn mannen om actief aan de gevechten deel te nemen. Arnold negeert het verbod en trekt op tegen de Britse generaal John Burgoyne. Gedurende het hele kritieke gevecht zit Gates in zijn tent en discussieert met een gevangengenomen Britse officier over de essentiële waarden van de Amerikaanse revolutionaire zaak, terwijl Arnold het Britse leger verslaat. Gates verliest later nog de Slag bij Camden en wordt daarop uit het leger ontslagen.

november
- 12 - Begin inpoldering van de Hoofdplaatpolder.

december
- 10 - Graaf Joseph de Ferraris overhandigt de Ferrariskaarten van de Oostenrijkse Nederlanden aan de opdrachtgever, keizer Jozef II.
- 20 - Marokko erkent als eerste land ter wereld de Verenigde Staten van Amerika als onafhankelijke staat.

zonder datum
- De eerste stoommachine van James Watt wordt in een mijngroeve in Cornwall in gebruik genomen.
- Ernst Julius von Buggenhagen wordt voorzitter van de Kleve-Märkische Kriegs- und Domänenkammer te Kleef. Hij sticht de "Clevische Antiquitäten-Sammlung" binnen de burcht.

## Muziek
- Johann Christian Bach schrijft in Londen zijn Pianoconcerten Opus 13
- Domenico Cimarosa schrijft de opera I tre amanti
- Carl Friedrich Abel componeert 6 sonates voor klavecimbel en viool, Opus 13

## Beeldende kunst

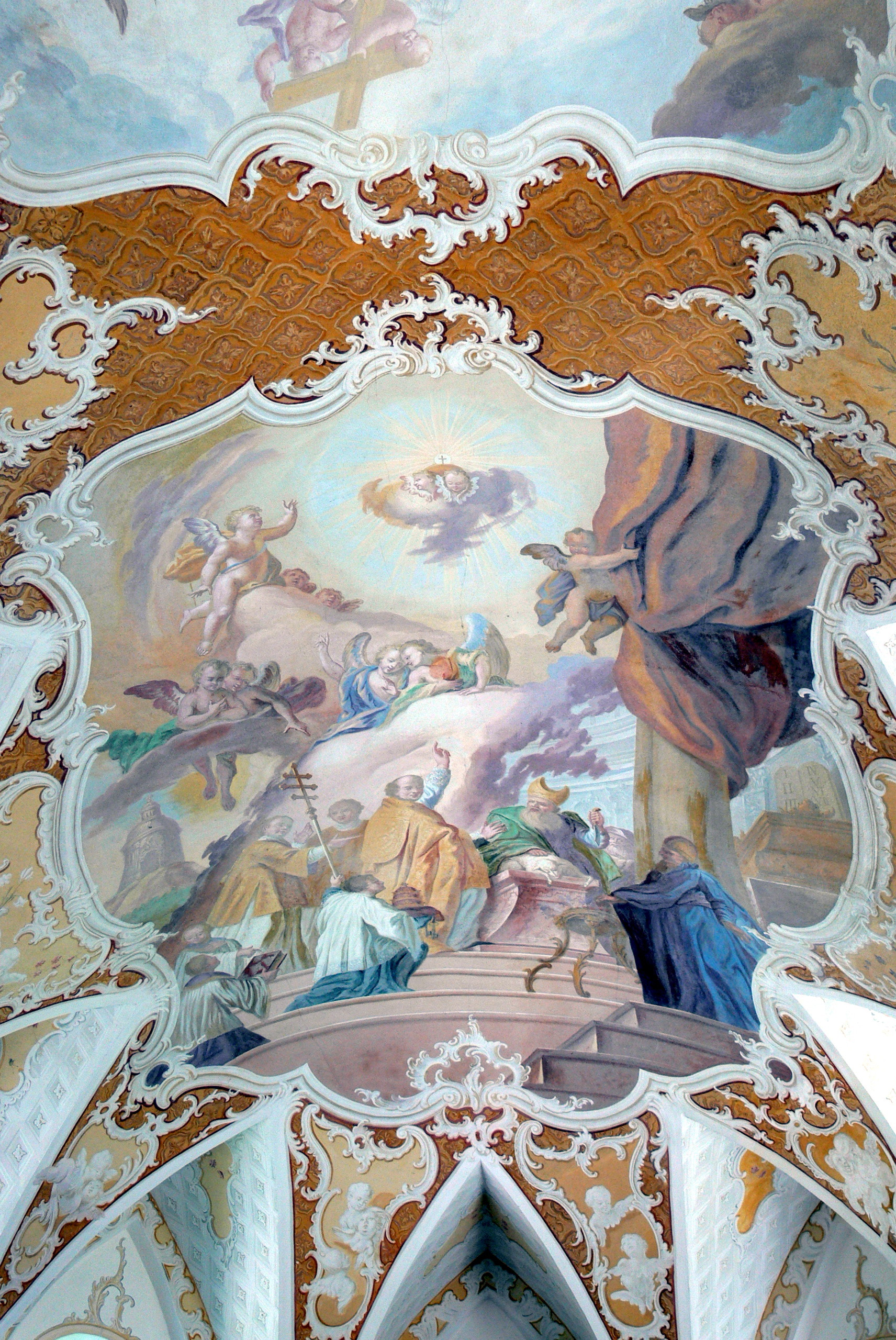
Salvatorkirche, Bovenberg, Beieren, Franz Xaver Merz (1777)

## Bouwkunst

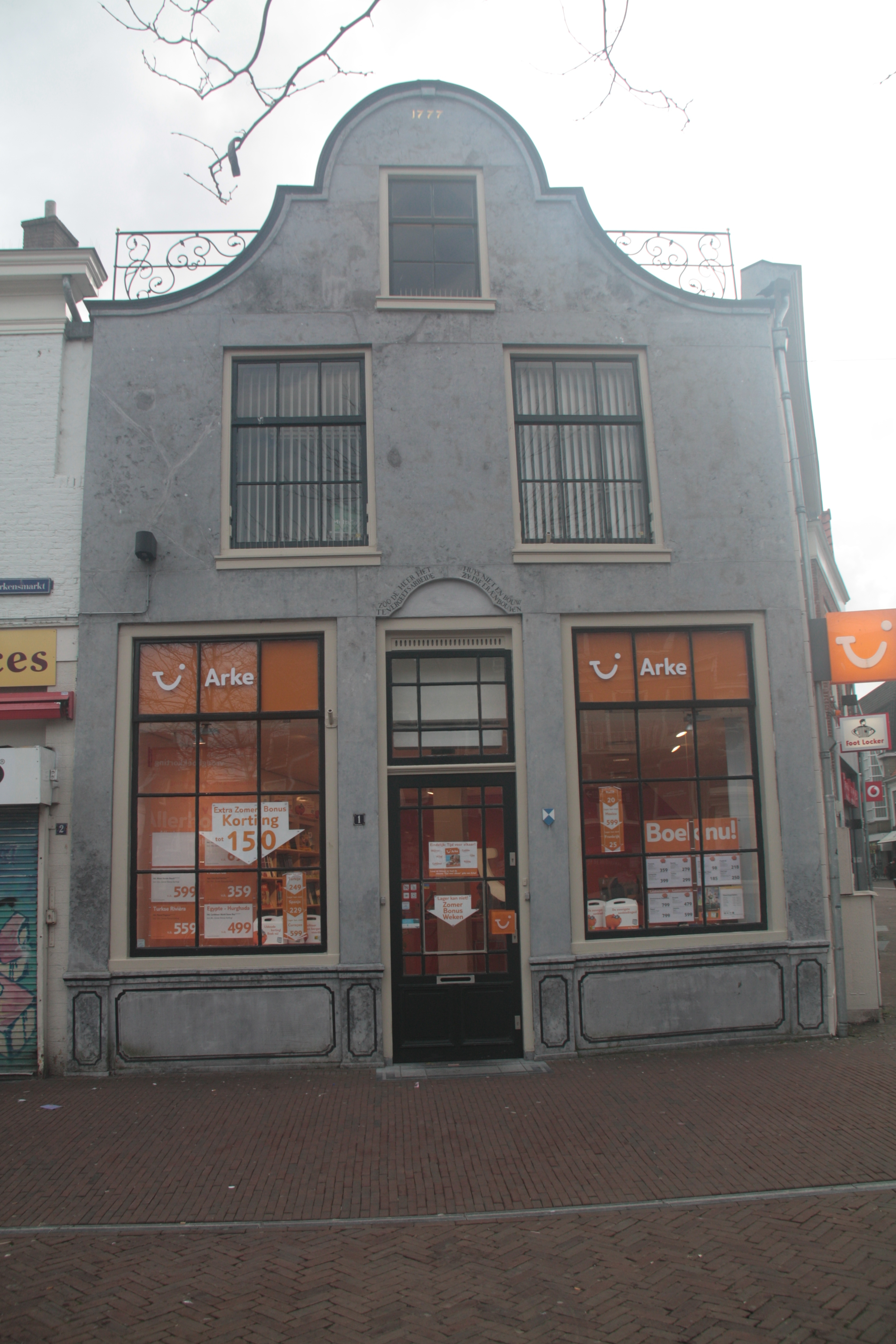
Woonhuis Amersfoort (1777)

## Geboren
januari
- 3 - Elisa Bonaparte, jongere zuster van Napoleon Bonaparte (overleden 1820)

februari
- 24 - Tom Souville, Frans kaper (overleden 1839)

maart
- 19 - Anton Reinhard Falck, Nederlands politicus (overleden 1843)
- 23 - Claire de Duras, Frans schrijfster (overleden 1828)
- 30 - Adriaan van Bijnkershoek van Hoogstraten, Nederlands letterkundige, numismaticus en commissaris van Amsterdam (overleden 1827)

april
- 30 - Carl Gauss, Duits wiskundige (overleden 1855)

mei
- 12 - Nicolaas Anslijn, Nederlands schrijver (overleden 1838)

augustus
- 3 - Josephus Augustus Knip, Nederlands kunstschilder (overleden 1847)
- 14 - Hans Christian Ørsted, Deens natuurkundige (overleden 1851)

oktober
- 5 - Guillaume Dupuytren, Frans chirurg (overleden 1835)

november
- 9 - Désirée Clary, verloofde van Napoleon Bonaparte, koningin van Zweden en Noorwegen (overleden 1860)

december
- 23 - Alexander I van Rusland, Russisch tsaar (overleden 1825)

exacte datum niet bekend
- Rodolphe le Chevalier, Nederlands koopman; medeoprichter van de Hollandse IJzeren Spoorweg Maatschappij (overleden 1865)

## Overleden
september
- 25 - Johann Heinrich Lambert (49), Duits-Zwitserse wetenschapper

december
- 12 - Albrecht von Haller (69), Zwitsers arts, dichter, natuurwetenschapper en magistraat